# Umschlag (Blech)

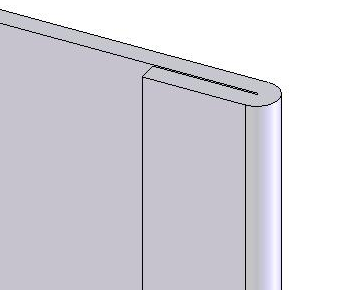
Umschlag

Biegen eines Umschlags

Biegen eines Umschlags

Als Umschlag bezeichnet man im Handwerk die Doppelung des Randes eines Blechteils durch Abkanten oder Schwenkbiegen. Sinn des Umschlags ist die Erhöhung der Steifigkeit des Bleches, insbesondere bei dünnen Blechen. Darüber hinaus entsteht durch den Umschlag eine gerundete Kante, die das Verletzungsrisiko (Schneiden) an der sonst scharfen Kante verringert, z. B. bei Spinden oder Schubladen. 
Der Umschlag wird auch als Doppelung oder als Falz bezeichnet.